# Sueznäset
Sueznäset är ett näs i Egypten. Det ligger i guvernementet Ismailia, i den nordöstra delen av landet, 110 kilometer nordost om huvudstaden Kairo. Sueznäset ligger ungefär åtta meter över havet.
Terrängen runt Sueznäset är platt. Runt Sueznäset är det ganska tätbefolkat, med 160 invånare per kvadratkilometer. Närmaste större samhälle är Ismailia, 11,8 km norr om Sueznäset. Trakten runt Sueznäset är ofruktbar med lite eller ingen växtlighet.